# Öppet vatten-simning vid världsmästerskapen i simsport 2023 – Lagtävling
Lagtävlingen i öppet vatten-simning vid världsmästerskapen i simsport 2023 avgjordes den 20 juli 2023 vid Seaside Momochi Beach Park i Fukuoka i Japan.
Australien tog guld, Italien tog silver och Ungern tog brons.

## Resultat
Tävlingen startade klockan 10:30.
| Placering | Nation      | Simmare                                                                        | Tid       |
| --------- | ----------- | ------------------------------------------------------------------------------ | --------- |
| 1         | Italien     | Barbara Pozzobon Ginevra Taddeucci Domenico Acerenza Gregorio Paltrinieri      | 1:10.31,2 |
| 2         | Ungern      | Bettina Fábián Anna Olasz Kristóf Rasovszky Dávid Betlehem                     | 1:10.35,3 |
| 3         | Australien  | Chelsea Gubecka Moesha Johnson Nicholas Sloman Kyle Lee                        | 1:11.26,7 |
| 4         | Tyskland    | Lea Boy Leonie Beck Rob Muffels Oliver Klemet                                  | 1:11.26,9 |
| 5         | Frankrike   | Anastasija Kirpitjnikova Logan Fontaine Aurélie Muller David Aubry             | 1:11.40,6 |
| 6         | Brasilien   | Ana Marcela Cunha Viviane Jungblut Diogo Villarinho Alexandre Finco            | 1:13.07,4 |
| 7         | Japan       | Airi Ebina Kaito Tsujimori Ichika Kajimoto Kaiki Furuhata                      | 1:13.38,5 |
| 8         | Spanien     | Carlos Garach Guillem Pujol Ángela Martínez Paula Otero                        | 1:13.41,8 |
| 9         | USA         | Joey Tepper Brennan Gravley Mariah Denigan Katie Grimes                        | 1:13.58,6 |
| 10        | Kanada      | Emma Finlin Eric Hedlin Bailey O'Regan Eric Brown                              | 1:14.11,8 |
| 11        | Kina        | Zhang Ziyang Wang Kexin Wu Shutong Meng Rui                                    | 1:14.50,1 |
| 12        | Argentina   | Candela Giordanino Cecilia Biagioli Franco Cassini Joaquín Moreno              | 1:14.53,7 |
| 13        | Israel      | Eva Fabian Matan Roditi Yonatan Ahdut Orian Gablan                             | 1:15.52,3 |
| 14        | Sydafrika   | Amica de Jager Kate Beavon Matthew Caldwell Connor Buck                        | 1:16.12,1 |
| 15        | Mexiko      | Martha Sandoval Paulo Strehlke Paulina Alanís Daniel Delgadillo                | 1:16.52,7 |
| 16        | Tjeckien    | Lenka Štěrbová Ondřej Zach Alena Benešová Martin Straka                        | 1:17.41,7 |
| 17        | Kazakstan   | Diana Taszhanova Galymzhan Balabek Mariya Fedotova Lev Cherepanov              | 1:17.41,8 |
| 18        | Sydkorea    | Park Jae-hun Sung Jun-ho Lee Hae-rim Lee Jong-min                              | 1:19.28,7 |
| 19        | Hongkong    | William Yan Thorley Nikita Lam Nip Tsz Yin Keith Sin                           | 1:19.31,8 |
| 20        | Puerto Rico | Christian Bayo Mariela Guadamuro Alondra Quiles Jamarr Bruno                   | 1:23.21,2 |
| 21        | Uzbekistan  | Nikita Kornilov Parizoda Iskandarova Anastasiya Zelinskaya Vyacheslav Shkretov | 1:26.29,2 |